# Acanthascus fuca
Acanthascus fuca är en svampdjursart som beskrevs av Tabachnick 1989. Acanthascus fuca ingår i släktet Acanthascus, och familjen Rossellidae. Inga underarter finns listade i Catalogue of Life.